# Arcielda Candiano
Arcielda Candiano, född 927, död 959, var en dogaressa av Venedig, gift med Venedigs doge Pietro III Candiano (regent 942–959). 
Hon var mor till dogen Pietro IV Candiano, Torcellos biskop Domenigo Candiano och Elena Candiano, som uppges ha varit förebilden till Julia i Romeo och Julia. Hon var troligen dotter till en venetianare och en slavisk slavinna som togs tillfånga efter Venedigs krigståg mot Adriatiska havets pirater 887.